# Lycosa nordenskjoldi
Lycosa nordenskjoldi là một loài nhện trong họ Lycosidae.
Loài này thuộc chi Lycosa. Lycosa nordenskjoldi được Albert Tullgren miêu tả năm 1905.